# 가재연
가재연(賈在衍, 1923년 4월 8일 ~ 1945년 3월 29일)은 대한민국의 독립운동가이다. 본관은 소주(蘇州)이고 호(號)는 서산(瑞山)이다.

## 일생

### 독립운동가 활동
가재연은 1923년 4월 8일 태안군 태안읍 도내리에서 태어났고, 그는 학생 시절부터 독립 운동을 시작했다. 학생 생활 중 그는 같은 인청상업고등학교 동문들인 정홍택, 정태윤, 고윤희, 김여수와 함께 '오륜조'라는 비밀조직을 만들었다.  가재연은 다른 인천상업고등학교 동문들과 함께 졸업 후에도 독립운동을 계속하였다. 인천상업고등학교 동문들은 졸업 앨범을 제작하며 항쟁했고, 이에 대해 같은 고등학교의 독립운동가 이운성은 다음과 같이 회고했다.
졸업반이 되자 학교에서 졸업 앨범을 만드는 것을 거부했어요. 그 앨범 대(앨범 비용)를 국방헌금으로 바치라는 거죠. 그러나 우리들은 한국 학생들의 교과 성적이 우수한데도 '수련'과 '교련' 차별을 받아 수석을 빼앗겼고, 매사 차별과 굴욕을 받아 부처산(현 재능대학교 일대)에서 한국 학생들만의 집회를 갖고 한국 학생이 나아가야 할 길 등 우국충정(憂國衷情)과 항일정신을 북돋았습니다. 또한, 앨범도 없이 헤어진다는 게 섭섭하고 서운해서 한국 학생들끼리만 앨범을 만들기로 하고 당시 송림동에 있는 한국인 경영 사진관에 부탁했습니다.— 이운성, 1947년 인천고등학교 교지 '미추홀'에서

가재연은 독립운동을 하던 중 다른 24명의 인천상업고등학교 동문들과 함끼 체포되어 1945년 3월 29일 옥사하였다. 오륜조의 구성원이였던 정태운은 1944년 12월 대전형무소에서 옥사했고, 가재연이 사망한 후 김려수, 고윤희도 옥사했다.

### 사망 이후
1980년, 살아남은 인천상업고등학교의 독립운동가들에 의해 추모비가 만들어졌다. 1986년 대통령 표창을 받아 독립운동 유공자로 추서되었고, 1991년 건국훈장 애족장을 수여받았다.이에 따라 독립운동의 공을 인정받아 2018년까지의 독립운동가의 활동과 생애를 다룬 《한국독립인명사전》에 수록되었다.

## 창작물에서의 등장

### TV 시리즈
- 2002년 《야인시대》(SBS 드라마) - (배우: 서현기)[7]